# 森田豊 (銀行家)
森田 豊（もりた ゆたか、1943年10月19日 - 2009年12月14日）は、日本の経営者、銀行家。住友信託銀行社長を務めた。大阪府出身。

## 経歴・人物
1967年に京都大学法学部を卒業し、同年に住友信託銀行に入行。ライフコーポレーションへの出向を経て、1993年に取締役に就任し、1998年に専務を経て、2002年に副社長に就任し、2005年から2008年までに社長を務めた。
2009年12月14日食道癌のために死去。66歳没。